# 穂の国とよはし芸術劇場PLAT

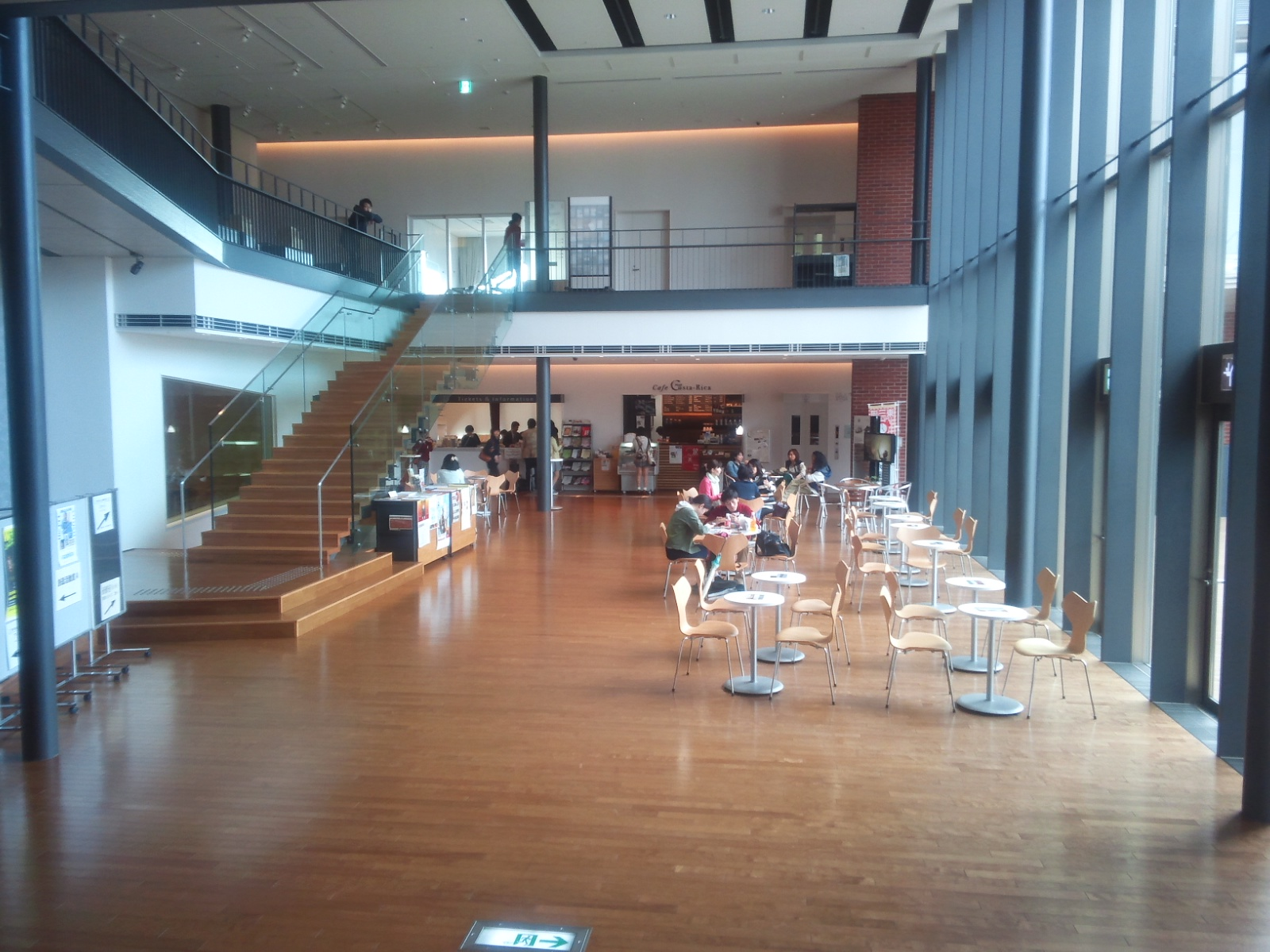
ロビー

穂の国とよはし芸術劇場PLAT（ほのくにとよはしげいじゅつげきじょうプラット）は、愛知県豊橋市西小田原町にある芸術文化交流施設。

## 概要
豊橋市だけでなく東三河エリアの芸術文化振興の拠点となることを目的としている。初代芸術文化アドバイザーは豊橋市出身の俳優である平田満。2018年（平成30年）4月には2代目芸術文化アドバイザーとして、KAKUTA主宰の劇作家・演出家・俳優である桑原裕子が就任した。

## 歴史
- 2013年（平成25年）4月30日 - 開館。
- 2016年（平成28年） - 第57回BCS賞を受賞[3]。

## 施設
劇場備品としてドイツのグロトリアン社製のグランドピアノが備えられている。この楽器は、豊橋市に本社を置くフォルクスワーゲングループジャパンとグロトリアン社より、豊橋市と友好都市であるドイツ・ヴォルフスブルク市との友好の証として寄贈された。
豊橋駅南口、新豊橋駅、ココラアベニュー等とはペデストリアンデッキで直結されている。

## 施設データ
- 設計 - 香山壽夫建築研究所、大成建設株式会社
- 構造種別 - 鉄筋コンクリート造、一部鉄筋造
- 構造形式 - 両方向耐震壁付きラーメン構造
- 総事業費 - 約62億円
- 主ホール
  - 通常形式 - 固定席：778席（多目的室：7席含む）、立見席：18席
  - 車椅子席使用形式 - 固定席：770席（多目的室：7席含む）、車椅子席：4席、立見：18人
  - 楽屋 - 8室
- アートスペース - 移動型観覧席：200席（平土間形式〜最大：266席）
- 創造活動室 A - D
- 創造活動室 E - G（音楽スタジオ）
- 研修室 大・小
- 製作工房
- 交流スクエア
- カフェ
- 託児室・授乳室
- エレベーター・多目的トイレ
- 主催者駐車場（駅直結のため来客用はない）

## 制作公演
同劇場を運営している公益財団法人豊橋文化振興財団が作品を制作している。多くの作品は、初代芸術文化アドバイザーである平田満が主宰しているアル☆カンパニーと劇場とで共同で企画制作している。
| 制作年度 | タイトル                                            | 公演日                   | 演出     | 出演 | 他会場                                                                                   |
| -------- | --------------------------------------------------- | ------------------------ | -------- | --- | ---------------------------------------------------------------------------------------- |
| 2013年   | 『父よ！』                                          | 2013年6月12日～16日      | 田村孝裕 | 平田満、ベンガル、徳井優、花王おさむ、井上加奈子 | - 6月21日～23日 神奈川・KAAT神奈川芸術劇場 - 6月25日～30日 東京・シアタートラム          |
| 2014年   | 『失望のむこうがわ』                                | 2015年2月28日～3月2日    | 三浦大輔 | 平田満、井上加奈子、平原テツ | - 2月14日～23日 東京・SPACE 雑遊                                                         |
| 2015年   | 『父よ！』                                          | 2015年10月22日～25日     | 田村孝裕 | 平田満、ベンガル、徳井優、花王おさむ、井上加奈子 | - 10月2日～12日 東京・東京芸術劇場シアターウエスト - 10月17日 長野・長野市松代文化ホール |
| 2016年   | 『詩のリーディング （お）もろい夫婦』               | 2016年4月22日～23日      | 平田満   | 平田満、井上加奈子、平田俊子 |                                                                                          |
| 2017年   | 『荒れ野』                                          | 2017年11月30日～12月6日  | 桑原裕子 | 平田満、井上加奈子、増子倭文江、中尾諭介、多田香織、小林勝也 | - 12月9日・10日 福岡・北九州芸術劇場 - 12月14日～22日 東京・SPACE 雑遊                   |
| 2017年   | ミュージカル 『ナイン・テイルズ ～ 九尾狐の物語～』 | 2018年1月20日・21日      | 田尾下哲 | 昆夏美、小野田龍之介、JKim、宮川浩、白木美貴子、中山昇、宮垣祐也、香取直登（コンドルズ）、桑原麻希、水田千聖、堤梨菜、鈴木亜里紗、宮川安利、三輪亜希子、皆川まゆむ |                                                                                          |
| 2019年   | 『荒れ野』                                          | 2019年12月13日～12月15日 | 桑原裕子 | 平田満、井上加奈子、増子倭文江、中尾諭介、多田香織、小林勝也 | - 12月18日～23日 東京・ザ・スズナリ                                                      |